# 安迪基西拉机械装置

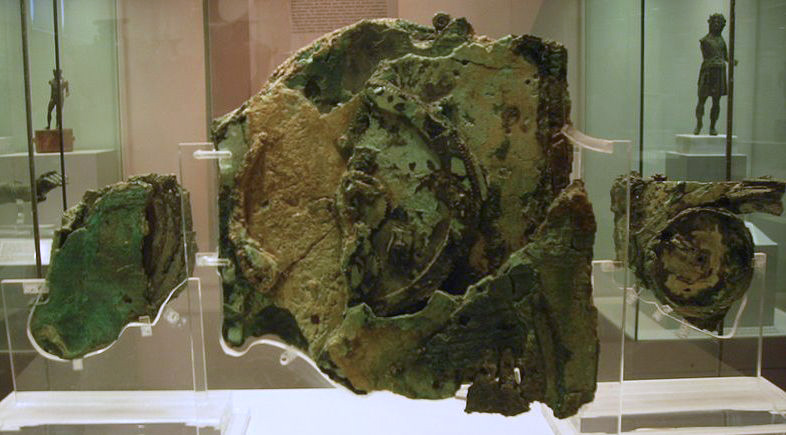
安迪基西拉机械装置的A、B和C碎片

安迪基西拉机械装置（O mēchanismós tōn Antikythērōn），又称为安提基特拉機械，是古希腊时期為了計算天體在天空中的位置而製造的青銅机械装置，屬於模拟计算机。該机械装置是於1901年在希臘安迪基西拉岛附近的安迪基西拉沉船裡發現的。該机械装置的製造年代約在西元前150到100年之間，至今已有二千多年。與此類似的複雜工藝技術直到14世紀時欧洲制造了天文鐘后才重新出現。
法國海洋學家雅克-伊夫·庫斯托最近一次探查該沉船是在1978年，但並未發現該机械装置其他相關的殘骸。最近研究該机械装置的英國卡迪夫大学教授麥可·埃德蒙說：「該机械装置是如此的非凡，而且是僅此一件。這個設計是美麗的，其天文周期極為精確。這個机械装置的設計會讓所有人驚訝得下巴脫落。無論是誰設計的都是非常仔細……在歷史性和稀有度上，我必須承認這個机械装置比蒙娜麗莎還有價值」。
安迪基西拉机械装置現在和德瑞克·約翰·德索拉·普萊斯製造並捐贈的重建品一起收藏於雅典國家考古博物館。其餘重建品位於美國蒙大拿州波兹曼市的美國電腦博物館、紐約市的曼哈頓兒童博物館和德國卡塞尔。

## 由來
安迪基西拉机械装置是目前所知最古老的複雜科學計算機。該机械装置內含多個齒輪，有時被認為是世界上第一個模拟计算机，雖然其結構的完美代表在希腊化时代可能還有些更老的類似儀器尚未被發現。該机械装置可能是依照古希臘天文學家發展的天文學和數學理論製造，其年代大約是西元前150到100年之間。
現代學者的共識是該机械装置是在希臘語使用區域製造的，所有機械組件上的文字都是通用希臘語。一個假設是該機械是在希臘當時的天文和機械工程中心羅德島上的斯多亞學派學者波希多尼製造，而天文學家喜帕恰斯參與了設計，因為該機械採用了喜帕恰斯的月球運動理論。但最近由安迪基西拉机械装置研究計畫於2008年7月31日發表在《自然》期刊的論文則宣稱該儀器概念來自於古代科林斯的殖民地，並可能和阿基米德有關聯。
安迪基西拉机械装置是在希臘安迪基西拉岛Glyphadia海岸外的沉船中發現。該沉船發現於1900年10月，潛水员在船內發現大量的藝術品，目前保存於雅典國家考古博物館。1902年5月17日，考古學家維拉理奧斯·史大理斯檢查沉船物品時發現一個齒輪嵌在一塊岩石中。史大理斯一開始認為這是天文鐘，但多數學者認為這是時代錯誤，這物品和同時期發現的其他東西相較之下太過複雜。對該物品調查的熱潮很快下降，直到1951年英國物理學家德瑞克·約翰·德索拉·普萊斯對該机械装置表現了高度興趣。
該机械装置之所以會在貨船上的原因已經無從得知。研究者認為該船可能是從安迪基西拉岛上掠奪物品後，要送往羅馬作為尤利烏斯·凱撒的凱旋式上展示用。

## 機制
安迪基西拉机械装置以其小型化和其部分裝置的複雜性可與19世紀機械鐘錶相比而聞名。它有超過30個齒輪，雖然麥可·萊特認為它可多達72個有正三角形齒的齒輪。當藉由一個曲柄（今日不存）輸入一個日期，該機械就可算出日月或行星等其他天體位置。因為該機械是以地球表面觀測天球者為參考座標，因此該儀器是基於地心說建立。
該机械装置有三個轉盤，一個在前方，另外兩個在後方。前方轉盤有兩個同心圓刻度，外圍刻度是基於「天狼周期」（Sothic cycle）的365天古埃及曆法，或稱為天狼年。內圈刻度是古希臘的黃道帶符號，並以角度區分。曆法的轉盤可以取下，並藉由在毎四年將後方轉盤往之前迴轉一天以補償每個回歸年中多出的四分之一日（一個回歸年有365.2422日）。第一個有閏年的儒略曆是在西元前46年出現，但該儀器在儒略曆之前一個世紀就已完成。
前方的轉盤可能至少有三個指針，第一個指針指示日期，另外兩個則分別指示太陽和月球位置。月球的指針已被調整過代表月球軌道的變化，因此相信太陽的指針也有過類似的調整，但相關機制的齒輪（如有）已經不存。前方轉盤的第二個功能則是有一個月球的球形，做為月相指示。
該机械装置上有火星和金星的刻字，這代表其製造者知道如何配置齒輪顯示這兩顆行星在天球上的位置。有些推測認為該机械装置可以指示所有古希臘人知道的五顆行星。但目前關於行星位置的部分除了一個齒輪存在以外，其餘下落不明。
最後，安迪基西拉机械装置前方面板是現代天文年鑑的前身（Parapegma），可以設定標記特定恆星的升起。一般認為每顆恆星都以机械装置上一個希臘文字母做標記。
在机械装置後面上方的轉盤是螺旋形，每次旋轉分成47個部分，代表19年或235個朔望月的默冬章。該循環對於曆法修正很重要。
机械装置後面下方的轉盤也是螺旋形，分成223個部分，代表沙罗周期，另有一個較小的輔助轉盤代表三倍沙羅周期，54年的轉輪週期（Exeligmos）。沙羅周期是由迦勒底人發現，其周期長度大約是18年11日8小時，是特定食的週期。

由英國、希臘和美國專家組成的安迪基西拉机械装置研究計畫成員於2008年7月時，在机械装置上的一個青銅轉盤發現了一個字"Olympia"，相信是用來指示卡利巴斯周期（Callippic cycle）；另外也發現了其他古希臘競賽的名字，因此這可能是用來追蹤古代奥林匹克运动会。根據BBC的報導：
轉盤的四個部分刻上了年分和泛希臘運動會：科林斯地峽運動會、古代奥林匹克运动会、尼米亞競技大會和皮提亞運動會；以及兩個次要的運動會：在希臘多多納舉行的Naa運動會和另一個目前未知其名的運動會。

## 功能推測
德瑞克·約翰·德索拉·普萊斯提出該裝置可能是公開展示，地點或許是羅德島上的博物館或公共會堂。羅德島在當時是以機械工程聞名，尤其是羅德島人擅長的自動機械。古希臘九位抒情诗人中的品達在他的第七首奧林匹克頌中提及：
中文翻譯：
栩栩如生的人形站立著，
裝飾每一個公共街道，
而且似乎在做一成不變的呼吸，
或是移動它們的大理石腳。
英文翻譯：
The animated figures stand
Adorning every public street
And seem to breathe in stone, or
Move their marble feet.
反對該机械装置是公開展示用的理由如下：
1. 該机械装置是小型儀器，代表該設計者的設計是緊湊設計，結果就是前方和後方轉盤的尺寸並不適合公開展示。一個簡單的比較就是雅典的風之塔，這代表該儀器的設計是做為方便攜帶，而非固定在一個地方。
2. 該机械装置有一個刻上至少2000個字母的蓋子，因此安迪基西拉机械装置研究計畫的人員經常認為這是儀器說明書。這代表是為了便於攜帶和個人使用。
3. 本「說明書」的存在代表該裝置是科學家和工程師設計作為非專業的旅行者使用（記載文字有許多關於地中海的地理位置資訊）[來源請求]。

該机械装置不太可能做為航海儀器原因如下：
1. 日月食預測等資料並非航海必要。
2. 海洋的潮濕多鹽環境會使齒輪快速腐蝕，使其無法使用。

2008年7月31日，科學家在《自然》期刊發表了相關新發現，該机械装置的機制可以追蹤默冬章、追蹤日食和計算古代奥林匹克运动会的時間。儀器上的文字與希臘西北部的伊利里亚和伊庇鲁斯，以及克基拉島各月份的名稱密切相關。

## 古希臘文學中類似裝置
西塞罗的著作《論共和國》，一本西元前一世紀的哲學對話錄，提及兩個現代被認為是某種天象儀或太陽系儀的儀器，可以預測日月和五顆行星在天球的位置。這兩個儀器都是由阿基米德製造，在阿基米德於西元前212年的敘拉古圍城戰身亡後，這兩台机械装置被羅馬將領馬庫斯·克勞迪烏斯·馬塞拉斯帶回羅馬。基於馬塞拉斯對阿基米德的尊敬，並且其中一個儀器是在圍城戰後阿基米德保存的少數文物（另一台奉獻給維耳圖斯神廟），該机械装置被當成傳家寶。西塞羅轉述盧修斯·弗裏烏斯·菲魯斯（西塞羅所想像於西元前129年在小西庇阿的別墅中參與對談的其中一人）的談話稱，蓋烏斯·蘇爾皮西烏斯·加盧斯（曾於西元前166年徵詢馬塞拉斯的姪子，並確認老普林尼是首位著書解釋日食和月食的羅馬人）給他一個「學術上的解釋」，並展示了他的研究：
我常聽到這個渾儀或天球儀被著名的阿基米德提起。但它的外觀對我而言並不十分突出；還有另一種更優雅且更多人知道的形式也是由阿基米德製造，並由馬塞拉斯和羅馬的維爾圖斯神廟所擁有。但是當加盧斯開始解釋，他強調該儀器的科學性和組成結構，我開始感覺西西里島的幾何學家必須是優於我們經常設想屬於大自然任何事物的天才。加盧斯向我們保證，這個緊湊的球體是一個非常古老的發明，而且第一個模型是由泰勒斯展示。接著是柏拉圖的學生歐多克索斯使用該儀器追蹤天上恆星；再過了多年之後，阿拉托斯借用了歐多克索斯的美麗設計和展示，在他的詩中描述，不只是在天文學上，還有詩文中的語句修飾。他補充說，球體上表示日月和五顆行星運動的符號是原始的天球儀沒有的。而在這裡，阿基米德的發明是令人敬佩的，因為他計算了一個單次公轉如何保持不相等和不同運動中的多元級數。
當加盧斯搬動了該天球儀，它顯示了日月之間位置的關係；並且該青銅設備上的旋轉次數和真正天空上的旋轉次數是完全相等的。因此它會顯示同樣的日食狀況和月球進入地球陰影區，並且當太陽和地球、月球在直線上....（以下文字散佚）
（就是可表示日食和月食）。
所以，至少有一個阿基米德製造的儀器（考量加盧斯的興趣，事實上在《論共和國》中所述似乎是對天象的秩序，特別是日食和月食的關注）相當類似安迪基西拉机械装置，而且直到大約西元前150年仍在使用。
亞歷山卓的帕普斯宣稱阿基米德寫了一篇關於這類机械装置的手稿，標題是On Sphere-Making，現已不存。亚历山大图书馆剩餘的文件中描述了該儀器中許多細節，甚至有儀器本身的簡圖。其中一個儀器是里程表，其確切模型被羅馬人用來放置里程碑（康茂德皇帝時代由维特鲁威和希罗描述）。文件中的簡圖描述了其功能，但任何製造該儀器的嘗試都失敗了。當時圖上的齒輪是正方型齒，當改以安迪基西拉机械装置的三角形齒之後就可完美運作。不管這是在亞歷山大圖書館中燒毀的阿基米德文件和圖畫、或者是帕普斯發現的裝置、或者並不相關都是值得商榷的。
如果西塞羅所說的是正確的，那該技術最早在西元前3世紀就已存在。阿基米德的設備也被後來的羅馬作家提及，例如4到5世紀的拉克坦提乌斯（《关于上帝的教导》，Divinarum Institutionum Libri VII）、克劳狄安（《In sphaeram Archimedes》）和普罗克洛（《Commentary on the first book of Euclid's Elements of Geometry》）。
西塞羅也提及這類裝置也被他的朋友波希多尼製造：「...日月和五顆行星在天球上每次相同的公轉帶來了晝夜...」。
以上提到的任何一個儀器或許並不是在沈船中找到的安迪基西拉机械装置，因為阿基米德的設計和西塞羅所提的都是在預測的船沉日期之後至少30年的羅馬，而且第三個儀器幾乎確定在當時是在波希多尼手中。重建安迪基西拉机械装置的科學家也同意該机械装置太過精密，而不可能是獨一無二的。
根據西塞羅所述，安迪基西拉机械装置可能不是獨一無二的。這些紀錄讓人更加確定在古希臘已經有複雜機械技術，而且至少有一部分技術稍後傳到了同樣有複雜機械技術的拜占庭帝國和伊斯蘭世界，雖然在中世紀的機械比安迪基西拉机械装置簡單。目前已找到一個製造於5或6世紀拜占庭帝國，和一個日晷相連接的日期齒輪的殘骸；該儀器可能是做為報時輔助。在伊斯蘭世界中，西元9世紀早期阿拉伯帝國的哈里發委託巴努·穆薩寫下的《巧妙設備之書》（Book of Ingenious Devices，暫譯）。該本書描述了超過一百個机械装置，部分裝置可追溯到保存在神廟中的古希臘文獻。一個大約1000年時由科學家比魯尼描述的齒輪報時機類似拜占庭帝國的裝置，而一個13世紀的星盤也包含了類似的報時裝置。這個技術可能在中世紀時傳入歐洲，並對鐘錶科技的發展做出了貢獻。

## 研究與重建

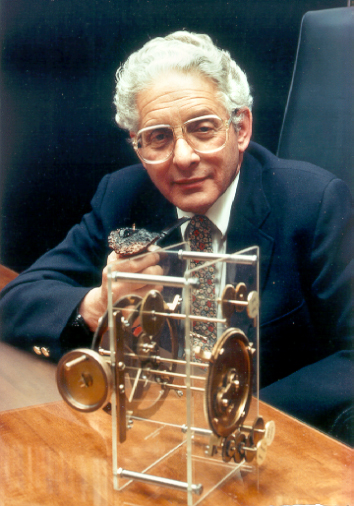
德瑞克·約翰·德索拉·普萊斯和他重建的安迪基西拉机械装置模型

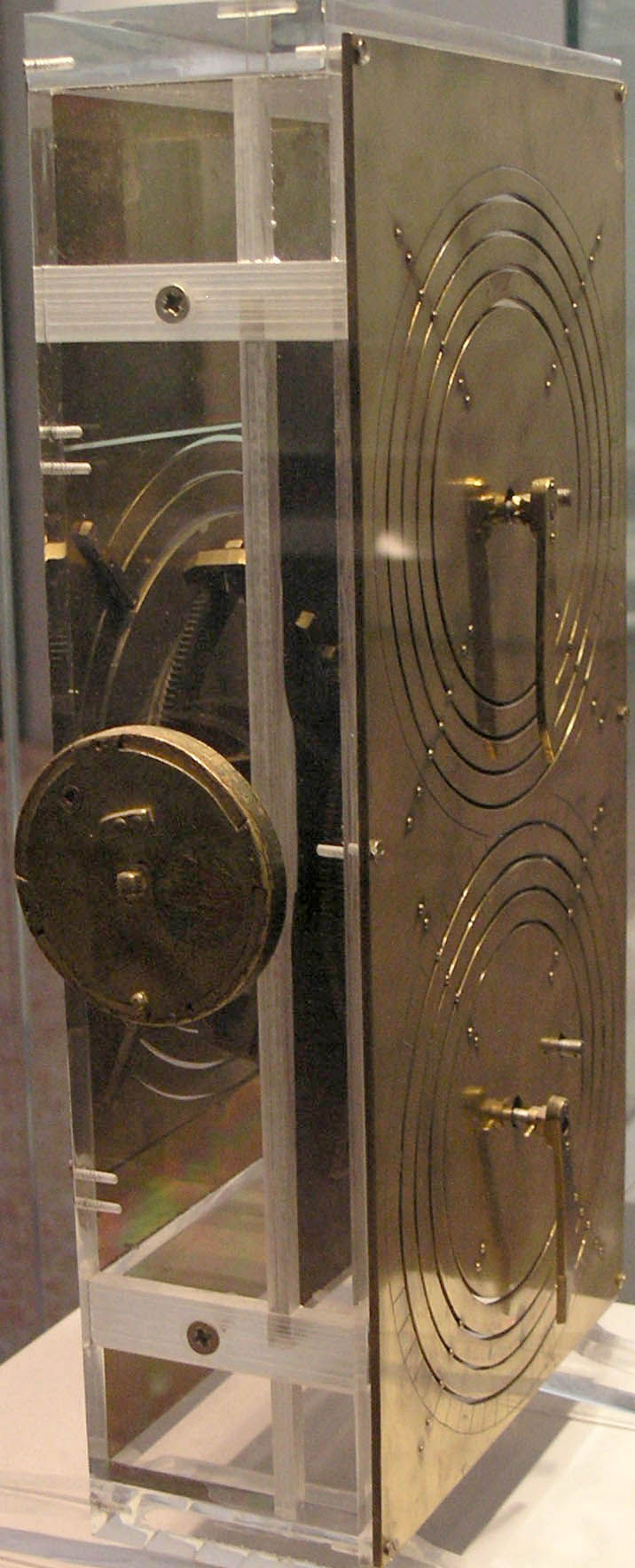
展示於雅典國家考古博物館的安迪基西拉机械装置重建品（Robert J. Deroski根據德瑞克·約翰·德索拉·普萊斯的模型製造）

安迪基西拉机械装置齒輪配置略圖

安迪基西拉机械装置是世界上已知最早的齒輪裝置。自從發現以來一直讓科學史和技術史專家好奇又疑惑。數個個人或團隊研究已經對其機制有更進一步了解。主要研究人員有：首先研究它的德國語言學家阿爾伯特·雷姆、德瑞克·約翰·德索拉·普萊斯（包含哈拉蘭伯斯·卡拉卡洛斯和其妻子艾蜜莉）、艾倫·布隆萊（和法蘭克·帕西瓦爾、麥可·萊特和伯納德·賈德納）、麥可·萊特和安迪基西拉机械装置研究計畫團隊。

### 德瑞克·約翰·德索拉·普萊斯
經過前人數十年為了瞭解該裝置的研究後，1951年英國科學歷史學家德瑞克·約翰·德索拉·普萊斯對該机械装置進行了系統性研究。
普萊斯以標題「時鐘以前的發條裝置」（Clockwork before the Clock）和「發條裝置的由來」（On the Origin of Clockwork）發表了數篇論文。發表時間早於1959年6月出版的關於机械装置運作機制的第一個主要著作：「古希臘的電腦」（An Ancient Greek Computer）。這是科學人的頭條文章。根據亞瑟·查理斯·克拉克的書《克拉克的神秘世界》（暫譯，Arthur C. Clarke's Mysterious World）第三章最末，該文章似乎最早是發表在亞瑟·查理斯·克拉克著作中。在「古希臘的電腦」一文中，普萊斯進一步發展其理論，並表示安迪基西拉机械装置式計算行星和恆星運動机械装置，可能是世界最早的模拟計算機。在那之前對於安迪基西拉机械装置有許多不明之處，雖然它被正確地認定是一個天文儀器，但它被認為可能是星盤。
1971年，當時是耶魯大學科學史首位阿瓦隆講座教授的普萊斯和希臘德謨克利特國家科學研究中心的核物理學家哈拉蘭伯斯·卡拉卡洛斯合作。卡拉卡洛斯使用伽马射线和X射线對安迪基西拉机械装置攝影，得知了其內部配置的關鍵訊息。
1974年時普萊斯發表文章「來自希臘的齒輪裝置：安迪基西拉机械装置－約西元前80年的曆法電腦」（Gears from the Greeks: the Antikythera mechanism—a calendar computer from ca. 80 BC），在該文中他提出了安迪基西拉机械装置的機制模式。
普萊斯在以上文章中發表的模式是首個基於放射影像所見該机械装置內部結構之後，提出的首個理論重建模式。他的模式中，机械装置前方的轉盤代表太陽和月球在古埃及曆法上黃道帶的位置。在儀器後面的上方轉盤則顯示一個四年週期，並且和顯示周期為235個朔望月的默冬章相關，這和19個回歸年大致相等。後面的下方轉盤則是一個朔望月的周期和12個朔望月的太陰年。
他的模式中最主要的意見是，該机械装置使用了在機械中用以增加或減少角速度的差速齒輪。這方式是將恆星月的月球運動減去太陽運動效應以計算月相的週期。

### 艾倫·布隆萊
一個和普賴斯有差異的重建模型是由澳大利亞悉尼大學的電腦科學家艾倫·布隆萊和悉尼的一位鐘錶師法蘭克·帕西瓦爾建立。布隆萊和麥可·萊特合作使用更精密的X光影像重建新的模型。

### 麥可·萊特
曾擔任倫敦科學博物館機械部門主管，現任職於帝國理工學院的麥可·萊特和艾倫·布隆萊提出了對原始殘骸的重新研究。他們使用了由身為退休放射科醫師的顧問艾倫·柏德列治建議，使用稱為線性X射線斷層掃描技術。對於這一點，萊特設計了一個線性斷層掃描儀器，該儀器可產生平面斷層造影。該研究的早期結果在1997年發表，發現普萊斯的重建有根本上的缺陷。
對於新影像的進一步研究促使萊特提出新看法。首先他將普萊斯的模式進一步發展，認為該儀器相當於一個天象儀。萊特的天象儀不只可模擬日月運動，還可顯示內側行星（水星和金星）和外側行星（火星、木星和土星）的運動。
萊特提出該机械装置的日月運動是基於喜帕恰斯的理論，五顆古典行星的運動則基於阿波罗尼奥斯的簡易周轉圓運動理論。為了證明在儀器中使用了該技術，萊特建議了類似天象儀的模式。
萊特還在普萊斯的C殘骸上第一部分所附的27:31齒輪上進一步研究，該齒輪最終被確定是顯示月相之用。他提出這是藉由旋轉一個半鍍銀的球狀物來顯示月相，這顯示了月球的恆星周期和太陽的年週期差異。這比先前所知的最早機制早了1500年。
更精確的齒輪齒數現在也已得知，因此可進一步發展新的齒輪配置模式。更正確的資訊允許萊特可以確認普萊斯建議的後方面板的上方轉盤是顯示235個朔望月，分成五個旋轉量度的默冬章。此外，萊特還提出了驚人的看法，他認為儀器後面的上方轉盤是每次旋轉包含47個部分，總共五個旋轉量度的螺旋形轉盤。因此他提出了該轉盤是顯是默冬章的235個朔望月的看法（19個太陰年相當於235個朔望月）。萊特也觀察了殘骸上的文字，並提出附屬轉盤上的指針是計算四個19年週期，即相當於76年的卡利巴斯周期。
基於更多暫定的觀察結果，萊特也認為儀器後面下方的轉盤是計算交點月，是用來預測日月食的。
所有的研究結果都已經納入萊特的模式，並且可製造一個擁有以上機制的機器並成功運作。
儘管有高解析度的線性斷層掃描造影，萊特仍然無法將所有已知的齒輪調整進一個單一的機制，這使得他更進一步提出的理論中改變了原始的機制，部分天文功能取消或增加。
最後萊特出版了相當多研究成果；他最後也總結性的指出，普萊斯的差速齒輪配置是不正確的。
2006年時，萊特完成了他相信幾乎正確的複製品。
萊特和安迪基西拉机械装置研究計畫成員目前仍同時進行安迪基西拉机械装置的研究。最近萊特稍微修改他的模型，引進了計畫團隊建議的針狀和槽狀嚙合齒輪，這更精確模擬了月球的角速度異常變化。2007年3月6日他在希臘的雅典國家考古博物館展示了他的模型。

### 安迪基西拉机械装置研究計畫

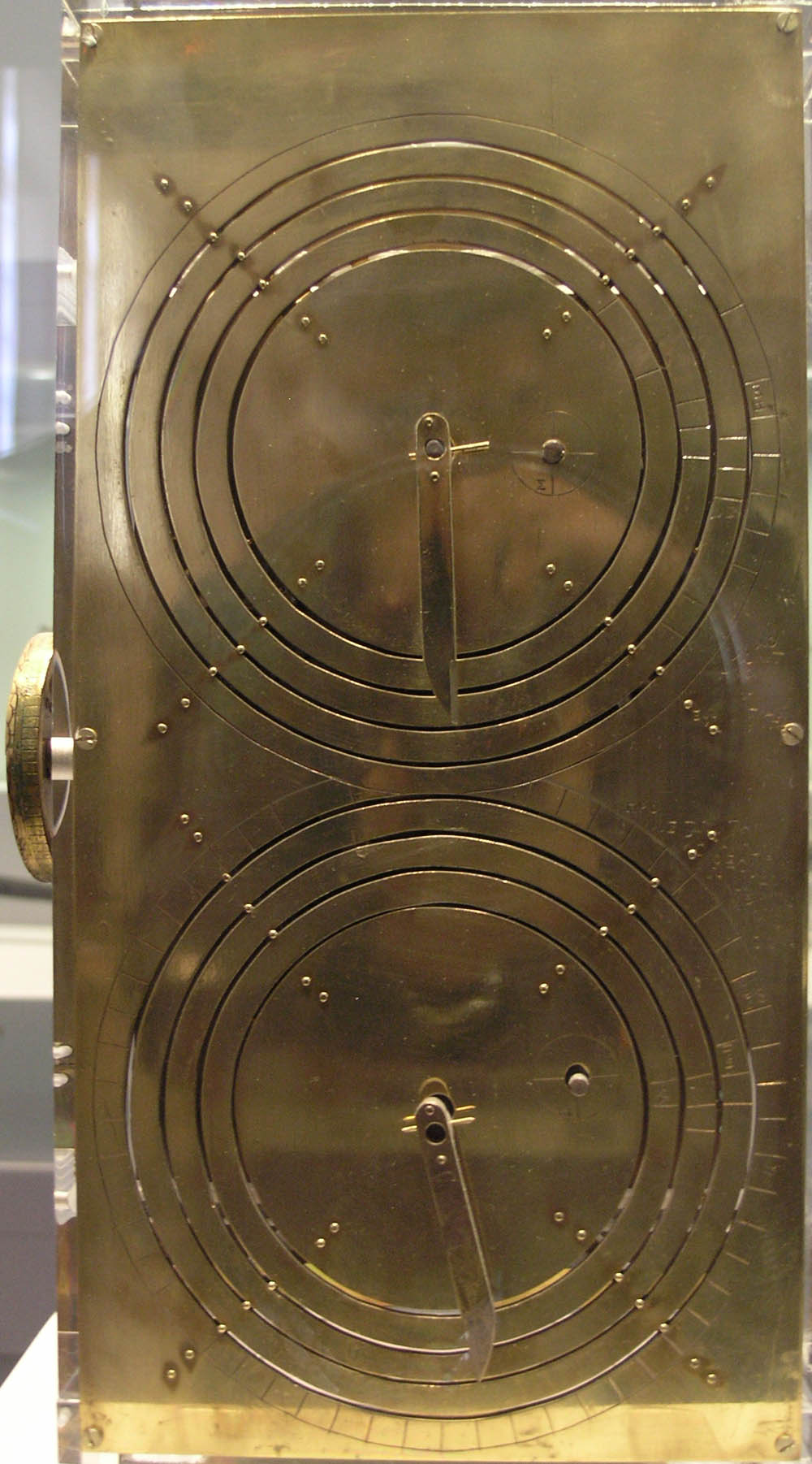
重建模型

安迪基西拉机械装置研究計畫團隊至今仍在研究該机械装置，該團隊卡迪夫大学（M. Edmunds, T. Freeth）、雅典大学（X. Moussas, Y. Bitsakis）、塞萨洛尼基亚里士多德大学（J.H. Seiradakis）、雅典國家考古博物館、英國X-Tek Systems、美國惠普公司組成，並且由利華休姆信託和希腊国家银行的文化基金會贊助。
該机械装置的殘骸太過脆弱，不能搬出博物館，所以惠普公司和X-Tek Systems將設備送到希臘。HP建立了一個3D表面成像裝置，稱為「PTM Dome」，即包圍物品進行檢測。X-Tek Systems開發了一個特別針對安迪基西拉机械装置的12公噸450 kV電腦化微對焦斷層掃描儀。
2005年10月21日，相關研究人員在雅典宣布新發現了安迪基西拉机械装置的其他殘骸。現在該机械装置總共有82塊殘骸。大多數新發現的殘骸都已確定，但仍待保護。
2006年5月30日，相關人員宣布造影系統辨識出了大量新的希臘文字母並且翻譯成功，因此机械装置上字母從大約1000個增加到超過2160個，大約95%現存字母已被辨識。該團隊的新發現代表了安迪基西拉机械装置的新功能和目的，且研究仍在進行。第一批研究成果已經在2006年11月30日到12月1日在雅典的國際研討會公開。

## 2006和2008年在《自然》期刊的論文

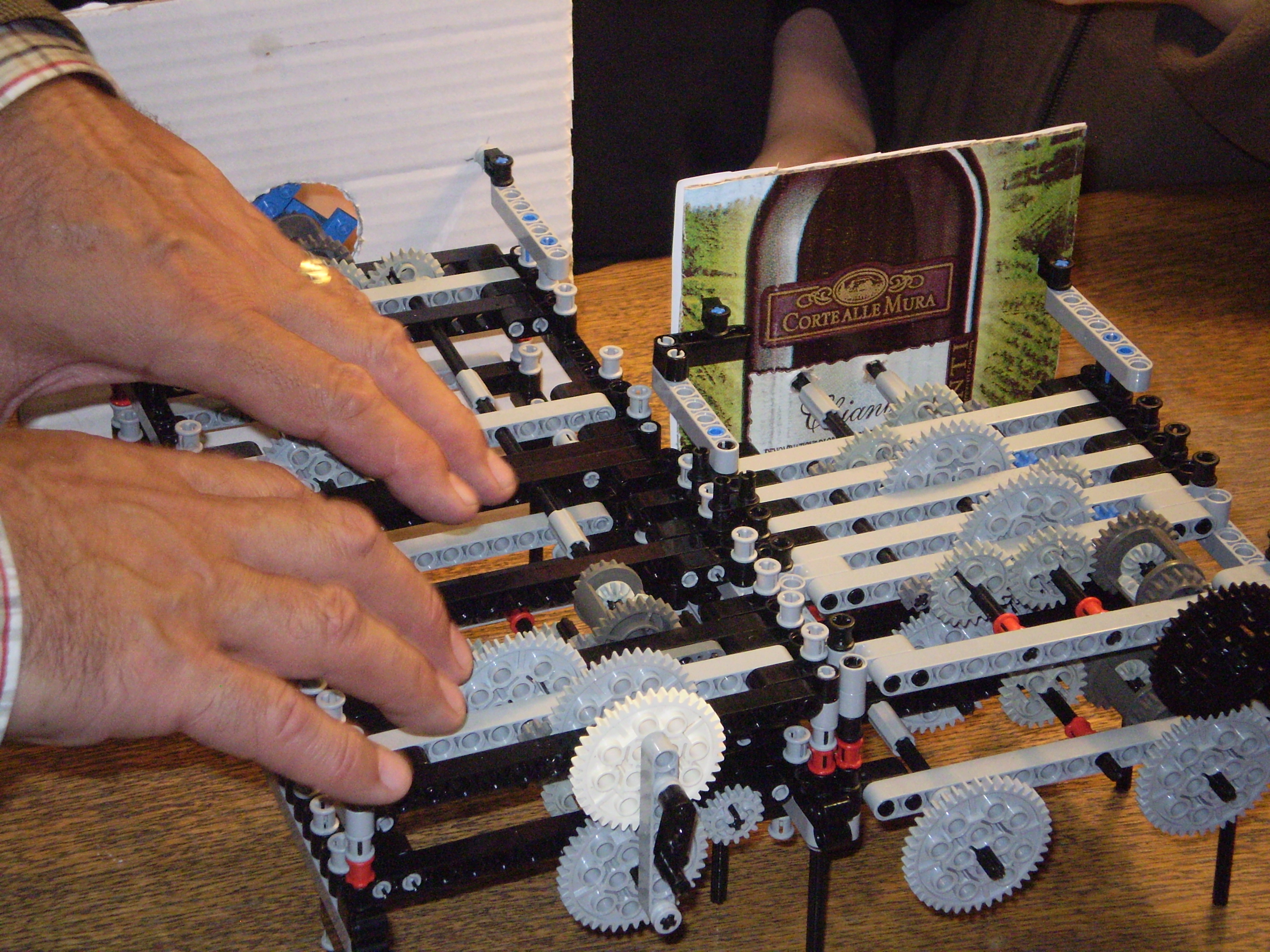
使用樂高積木重建的安迪基西拉机械装置

2006年11月30日，《自然》期刊刊出了安迪基西拉机械装置研究團隊基於高解析度X射線斷層掃瞄而完成的新的重建結果。該研究將机械装置上可判讀文字增加了一倍，並修正了先前的紀錄和提供新翻譯。机械装置上的文字確定是在大約西元前150到100年前刻上去的。很明顯，這些文字是一個天文、機械和地理的手冊。
新發現證實安迪基西拉机械装置是一個預測天體位置的天文類比計算機或太陽系儀。並且認為該机械装置預測太陽和月球位置的齒輪有37個，其中30個保存至今。且基於机械装置上所刻文字提及行星的駐點，文章作者認為也可能用來預測行星位置。
机械装置前方的刻度和指針是用來指示太陽在天球上位置和對應的黃道帶星座、月球位置和月相，可能還包含行星的位置。
机械装置後方包含滑動指針的兩個螺旋狀刻度（由兩個圓心的半圓形組成）進一步指示了兩個重要的天文周期：關於太陽、月球和地球以大約18年重新到達相同相對位置的周期，即沙羅周期，和更精確的轉輪週期，其週期是54年1日（這是預測食的基本周期，參見日食）。另一個螺旋狀刻度則是默冬章（19個太陰年或235個朔望月）和週期是1016個朔望月或76個太陰年的卡利巴斯周期。
月球運動的機制是使用巧妙的齒輪系以顯示月球在一個朔望月中的運動和月相，其中兩個齒輪位置稍微偏離軸心，並且被牽制在一個槽中。月球運動的變化是基於喜帕恰斯的假設，並且也是克卜勒定律的完美近似，即接近近地點速度增加，接近遠地點速度則下降。
2008年7月31日，自然期刊刊出了一篇安迪基西拉机械装置機制更進一步細節的論文（Nature Vol 454, Issue 7204, July 31, 2008）。在該文章另外提出了安迪基西拉机械装置包含一個分成四部分的轉盤，而該轉盤代表一個四年的週期，一個部分代表一年，被認為是指示二年或四年比賽一次的古希臘競賽舉辦年份（例如古代奧林匹克運動會）。
机械装置上幾個月份的名稱已經被判讀。這些月份名稱是科林斯的殖民地使用（傳統上這些月份名稱用於科林斯、克基拉島、挨皮丹拿斯和锡拉库萨，但直接證據不多）。許多研究者認為該裝置可能在敘拉古被設計，因此可能是繼承自阿基米德的工作；或者它可能已經被任一個市場下訂，正在運輸途中。
《自然》期刊於2010年11月24日出版的另一篇論文中，則認為該机械装置是基於巴比倫天文學的計算模式，而非古希臘天文學，這暗示巴比倫天文學和古希臘天文學極為相像－包含儀器構造。
一位蘋果電腦的軟體工程師安德魯·卡羅使用1500個樂高積木製成了該机械装置的複製品，並以該机械装置準確預測了2024年4月8日日食以示範其準確性。
普賴斯和安迪基西拉机械装置研究計畫的複製品也有電腦立體模擬。

## 文藝作品中的安迪基西拉机械装置
安迪基西拉机械装置出現在金·史丹利·羅賓遜的小說《伽利略的夢》（Galileo's Dream，暫譯）第293頁。該机械装置在小說中是八個作為時光旅行的裝置之一。
2017年5月17日，Google用Google涂鸦(Doodle)標誌了這一發現115週年。
2020年移动端游戏蔚蓝档案中，安迪基西拉机械装置及其零件作为用于各种升级与强化的神秘古物游戏道具使用。
2023年冒險電影《印第安納瓊斯：命運輪盤》，故事中的「命運輪盤」，就是取材安迪基西拉机械装置。

## 备注
1. ↑  其他译名有安提基西拉、安提基瑟拉、安梯基齊拉。

## 延伸閱讀

### 書籍
- Bromley, J. P. . Graz: rm-Druck & Vergansgesellschaft. 1993: 61–67.
- Cary, M. A. . London: Macmillan. 1970: 334. ISBN 0312383959.
- James, Peter; Thorpe, Nick. . New York: Ballantine. 1995. ISBN 0-345-40102-6.
- Marchant, Jo. . William Heinemann Ltd. 6 November 2008. ISBN 043401835X.
- Marchant, Jo. . Da Capo Press. 2009. ISBN 9780306817427.
- Jo Marchant，蔡易儒、李明芝譯. . 博雅. 2011. ISBN 9789866098338.
- Price, Derek J. de Solla. . New York: Science History Publications. 1975. ISBN 0-87169-647-9.
- Rosheim, Mark E. . John Wiley & Sons. 1994. ISBN 0-471-02622-0. 请检查|isbn=值 (帮助).
- Russo, Lucio. . Berlin: Springer. 2004. ISBN 3-540-20396-6. 请检查|isbn=值 (帮助).
- Steele, J. M. . Dordrecht: Kluwer Academic. 2000. ISBN 0792362985.
- Steele, J. M. . John Wiley & Sons. 1994. ISBN 0-471-02622-0. 请检查|isbn=值 (帮助).
- Stephenson, F. R. . Cambridge, UK: Cambridge Univ. Press. 1997. ISBN 0521461944.
- Toomer, G. J. . Princeton, New Jersey: Princeton Univ. Press. 1998.

### 期刊論文
- Britton. . Horological Journal. 1985, 128 (6): 19–23.
- Bromley, A. G. . Horological Journal. 1986, 128 (9): 10–11.
- Bromley, A. G. . Centaurus. 1986, 29: 5. Bibcode:1986Cent...29....5B. doi:10.1111/j.1600-0498.1986.tb00877.x.
- Bromley, A. G. . Horological Journal. 1990, 132: 412–415.
- Bromley, A. G. . Horological Journal. 1990, 133 (1): 28–31.
- Bromley, A. G. . Antiquarian Horology. 1990, 18 (6): 641–652.
- Charette, François. . Nature. 2006, 444 (7119): 551–552. Bibcode:2006Natur.444..551C. PMID 17136077. doi:10.1038/444551a.
- Edmunds, Mike & Morgan, Philip. . Astronomy & Geophysics. 2000, 41 (6): 6–10. Bibcode:2000A&G....41f..10E. doi:10.1046/j.1468-4004.2000.41610.x. （The authors mention that an "extended account" of their researches titled "Computing Aphrodite" is forthcoming in 2001, but it does not seem to have appeared as of yet.）
- Freeth, T. . Mediterranean Archeology and Archeaometry. 2002, 2 (1): 21–35.
- Freeth, T. . Mediterranean Archeology and Archeaometry. 2002, 2 (2): 45–58.
- Freeth, T. . Scientific American. 2009, 301 (6): 76–83. PMID 20058643. doi:10.1038/scientificamerican1209-76.
- Freeth, T.; Bitsakis, Y., Moussas, X., Seiradakis, J. H., Tselikas, A., Mankou, E., Zafeiropulou, M., Hadland, R., Bate, D., Ramsey, A., Allen, M., Crawley, A., Hockley, P., Malzbender, T., Gelb, D., Ambrisco, W., & Edmunds, M. G. . Nature. 2006, 444 (7119): 587–591. Bibcode:2006Natur.444..587F. PMID 17136087. doi:10.1038/nature05357.
- Jones, A. . Isis. 1991, 82 (3): 440–453. doi:10.1086/355836.
- Morris, L.R. . IEEE Micro. 1984, 4: 15–21. doi:10.1109/MM.1984.291304.
- Price, D. de S. . Scientific American. 1959, 200 (6): 60–67. doi:10.1038/scientificamerican0659-60.
- Price, D. de S. . Trans Am Philos. Soc., New Series. 1974, 64 (7): 1–70.
- Price, D. de S. . IEEE Micro. 1984, 4: 22–52. doi:10.1109/MM.1984.291305.
- Spinellis, Diomidis. . Computer. May 2008, 41 (5): 22–27  [2011-10-25]. doi:10.1109/MC.2008.166. （原始内容存档于2021-01-26）.
- Steele, J. M. . Arch. Hist. Exact Sci. 2000, 54 (5): 421–454. doi:10.1007/s004070050007.
- Weinberg, G. D.; Grace, V. R., Edwards, G. R., Robinson, H. S;, Throckmorton, P., & Ralph, E. K. . Trans Am Philos. Soc. 1965,. 55 (New Series) (3): 3–48. JSTOR 1005929. doi:10.2307/1005929.
- Zeeman, E. C.,. . Proc. Roy. Inst. GB. 1986, 58: 137–156.（See also the slides from a lecture here , slide 22 is a view of how the mechanism for a model comes to replace actual reality）。

### 其他
- Cousteau, Jacques.  (Tape). Warner Home Video/KCET, Los Angeles. 1978.
- Hellenic Ministry of Culture and the National Archaeological Museum, The Antikythera Mechanism Research Project
- Rice, Rob S. . . Thessaloniki: 19–25. 4–7 September 1997. |year=与|date=不匹配 (帮助) see The Antikythera Mechanism （页面存档备份，存于）

## 外部連結
- 安迪基西拉机械装置研究計畫
- 希臘國家研究基金會協辦的安迪基西拉机械装置展示
- 安提凯希拉机制，在国家考古博物馆，并在世界各地的展览显示相关的影片 （页面存档备份，存于）
- 安迪基西拉机械装置影片 （页面存档备份，存于）《自然》，2008年7月30日
- 喬·馬謙特，阿基米德和2000年前的電腦 （页面存档备份，存于），《新科學人》，2008年12月12日